# Esther Happacher
Esther Happacher (* 4. Januar 1965 in Brixen) ist eine italienische Juristin.

## Leben
Sie studierte italienisches Recht und Translatologie (Italienisch/Französisch) an der Universität Innsbruck. 1991–1998 war sie beim Land Südtirol im Bereich Europa-Angelegenheiten beschäftigt.
2010 erlangte sie die Lehrbefugnis im Italienischen Verfassungsrecht mit besonderer Berücksichtigung der Südtiroler Autonomie. Seit Juni 2017 ist sie Universitätsprofessorin am Institut für Italienisches Recht der Universität Innsbruck. 2016 bis 2017 war sie als vom Südtiroler Landtag gewählte Rechtsexpertin im Südtiroler Autonomiekonvent tätig.
Ihre Forschungsschwerpunkte sind italienisches Verfassungs- und Regionalrecht, Südtirol-Autonomie im Kontext des Rechts der Europäischen Union und vergleichendes Öffentliches Recht. Sie ist u. a. bei der Forschergruppe Autonomie Speciali Alpine engagiert.

## Schriften (Auswahl)
- Südtirols Autonomie in Europa. Institutionelle Aspekte der Europäischen Integration. Wien 2012, ISBN 978-3-902638-44-1.
- mit Walter Obwexer (Hrsg.): 40 Jahre Zweites Autonomiestatut. Südtirols Sonderautonomie im Kontext der europäischen Integration. Wien 2013, ISBN 978-3-7089-1103-8.
- mit Walter Obwexer, Stefania Baroncelli und Francesco Palermo (Hrsg.): EU-Mitgliedschaft und Südtirols Autonomie. Die Auswirkungen der EU-Mitgliedschaft auf die Autonomie des Landes Südtirol am Beispiel ausgewählter Gesetzgebungs- und Verwaltungskompetenzen. Wien 2015, ISBN 978-3-7046-7185-1.
- Einführung in das Italienische Verfassungsrecht. Innsbruck 2019, ISBN 3-903030-36-8.
- Der „differenzierte Regionalismus“: Neue Entwicklungen im italienischen Mehrebenensystem. In: Zeitschrift für Öffentliches Recht 2020, Band 75, Heft vom 2. Juni 2020. S. 447–469. doi: 10.33196/zoer202002044701.